# Tanjung Kurung (Abab)
Tanjung Kurung is een bestuurslaag in het regentschap Muara Enim van de provincie Zuid-Sumatra, Indonesië. Tanjung Kurung telt 1963 inwoners (volkstelling 2010).